# Daniel Penther
Daniel Penther (ur. 1837 we Lwowie, zm. 10 lutego 1887 w Wiedniu) – polsko-austriacki malarz portretów, scen rodzajowych i historycznych.

## Życiorys
We Lwowie był uczniem Jana Kantego Ignacego Maszkowskiego, w latach od 1855 do 1856 studiował na Akademii Sztuk Pięknych w Wiedniu. Penther kontynuował studia od 14 listopada 1856 na Akademii Sztuk Pięknych w Monachium w klasie malarstwa antycznego. Od roku 1858 do 1859 był prywatnym uczniem Franza von Lenbacha.
W Monachium uczestniczył w życiu tamtejszej polskiej kolonii artystycznej. Był zaprzyjaźniony z kolegami ze studiów malarskich, jak  Parys Filippi, Izydor Jabłoński, Marceli Maszkowski i Karol Młodnicki. Towarzyszył Janowi Matejce w Monachium i w podróżach po Niemczech.
Z okazji Wystawy Światowej roku 1867 odwiedził Penther Paryż, gdzie spotkał ciężko chorego Artura Grottgera i przekazał mu list ze Lwowa od jego narzeczonej Wandy Monné, późniejszej małżonki Karola Młodnickiego.
W roku 1867 odwiedził Penther rodzinny Lwów, ale już w roku 1871 wyjechał do Wiednia.
W roku 1873 przybył do Tbilisi, gdzie został nadwornym malarzem generalnego gubernatora Zakaukazia, arcyksięcia Michaiła Nikołajewicza Romanowa i nauczycielem rysunków arcyksiężnej.
Lata 1873 i 1874 spędził w Anglii i we Włoszech.
Od roku 1881 pełnił obowiązki kustosza galerii Akademii Wiedeńskiej. Zajmował się tam konserwacją wielu dzieł dawnych mistrzów, m.in. jednego z obrazów Antonio Allegri da Correggio, kopiował również wiele arcydzieł z tej galerii.
Był także kolekcjonerem malarstwa dawnego. Posiadał między innymi obraz Jowisz, Merkury i Cnota pędzla Dosso Dossiego, który po jego śmierci zakupił Karol Lanckoroński (obecnie zbiory Zamku Królewskiego na Wawelu).